# Парфений (Левицкий)
Архиепископ Парфений (в миру Памфил Андреевич Левицкий; 28 сентября (10 октября) 1858, село Плешивец, Гадячский уезд, Полтавская губерния — 16 января 1922, Полтава) — епископ Русской православной церкви, архиепископ Тульский и Белёвский.

## Биография
Родился 28 сентября 1858 года в селе Плешивце, Гадячского уезда, Полтавской губернии.
Окончил Полтавскую духовную семинарию. В 1884 году окончил Киевскую духовную академию со степенью кандидата богословия.
Ещё с семинарии был известен своей склонностью к украинскому языку, истории, обрядам, песням и украинской литературе.
С 14 августа 1884 года — помощник смотрителя Переяславского духовного училища.
В январе 1894 года пострижен в монашество, 26 января рукоположен во иеромонаха и назначен смотрителем Звенигородского духовного училища.
В этом же году определён инспектором Вифанской духовной семинарии. В 1895 году возведен в сан архимандрита и назначен ректором Вифанской духовной семинарии.
С 1897 года — ректор Московской духовной семинарии.
10 октября 1899 года хиротонисан во епископа Можайского, викария Московской епархии.
С 8 июня 1901 года — первый викарий той же епархии.
16 марта 1902 года император Николай II утвердил доклад Святейшего Синода о бытии епископу Парфению сверхштатным членом Московской Синодальной Конторы с оставлением в звании первого викария Московской епархии.
С 1 декабря 1904 года — епископ Подольский и Брацлавский.
В 1905—1912 годах — редактор издания украинского перевода Четвероевангелия.
С 15 февраля 1908 года — епископ Тульский и Белёвский.
21 января 1909 года встречался в Ясной Поляне с Львом Толстым и провёл с ним длительную беседу, полное содержание которой осталось неизвестной по обоюдному желанию беседовавших. Встреча произошла по инициативе епископа Парфения, но по несомненному желанию Толстого.
6 мая 1911 года возведён в сан архиепископа.
27 мая 1917 года уволен на покой по прошению, с назначением местопребывания, согласно выраженному им желанию, в Ахтырском монастыре Харьковской епархии.
В марте 1920 года патриархом Тихоном он был назначен управляющим Полтавской епархией управлял ей до 1921 года. Несмотря на свои украинофильские взгляды, резко отрицательно отнёсся к Киевскому собору 1921 года, положившему начало Украинской автокефальной православной церкви и ее неканонической иерархии самосвятов-липковцев.
Скончался 16 января 1922 года. Похоронен в Полтавском Крестовоздвиженском монастыре.